# 文起堂
文起堂位于中国江苏省苏州市姑苏区干将路128号，为明嘉靖戏曲家张凤翼、张献翼、张燕翼的故居，1982年被列为苏州市文物保护单位，2006年被列为江苏省文物保护单位。

## 历史
文起堂坐北朝南，原为三进，门厅于解放前拆除。1993年干将路拓宽，拆除了轿厅前的两厢，缩小了天井，现存轿厅、大厅及东西两厢房，占地约650平方米。轿厅、门楼及清水磨砖照壁，皆为明代原构。大厅于清代大修时有所改动，但构造尚存明代风格。